# Менна Шалабі
Менна Шалабі (араб. منة شلبي‎; 24 липня 1982 року, Гіза, Єгипет) — єгипетська акторка.

## Життєпис
Менна Шалабі народилася 22 липня 1982 року у Каїрі. Шалабі знімається у кіно та бере участь у телевізійних проєктах.

## Вибрана фільмографія
- Я люблю кіно (2004)
- Після битви (2012)